# Kent Johanssen
Kent Johanssen (30 de junio de 1970) es un deportista noruego que compitió en salto en esquí. Ganó una medalla de plata en el Campeonato Mundial de Esquí Nórdico de 1991, en la prueba de trampolín normal individual.

## Palmarés internacional
| Campeonato Mundial | Campeonato Mundial     | Campeonato Mundial | Campeonato Mundial |
| Año                | Lugar                  | Medalla            | Prueba             |
| ------------------ | ---------------------- | ------------------ | ------------------ |
| 1991               | Val di Fiemme (Italia) | Medalla de plata   | TN individual      |